# Symphlebia anodonta
Symphlebia anodonta är en fjärilsart som beskrevs av Adalbert Seitz 1921. Symphlebia anodonta ingår i släktet Symphlebia och familjen björnspinnare. Inga underarter finns listade i Catalogue of Life.